# Conférence épiscopale paraguayenne
Pour les articles homonymes, voir CEP.
La Conférence épiscopale paraguayenne (en espagnol : Conferencia Episcopal Paraguaya, abrégé CEP) est une conférence épiscopale de l’Église catholique qui réunit les ordinaires du Paraguay.
Elle fait partie du Conseil épiscopal latino-américain (CELAM), avec une vingtaine d’autres conférences épiscopales.

## Membres
Font partie de la conférence épiscopale en 2022 les ordinaires titulaires :
- l’archevêque d’Asuncion, Adalberto Martínez Flores[2] ;
- dix évêques :
  - Amancio Benítez (de), évêque de Benjamín Aceval[3] ;
  - Ricardo Jorge Valenzuela Ríos (de), évêque de Caacupé[4] ;
  - Celestino Ocampo Gaona (de), évêque de Carapeguá[5]
  - Wilhelm Steckling, évêque de Ciudad del Este[6] ;
  - Miguel Ángel Cabello Almada (de), évêque de Concepción[7] ;
  - Juan Bautista Gavilán Velásquez (de), évêque de Coronel Oviedo[8] ;
  - Francisco Javier Pistilli Scorzara (de), évêque d’Encarnación[9] ;
  - Pedro Collar Noguera (de), évêque de San Juan Bautista de las Misiones[10] ;
  - Joaquín Hermes Robledo Romero (de), évêque de San Lorenzo[11] ;
  - Pierre Jubinville, évêque de San Pedro[12] ;
- deux vicaires apostoliques :
  - Gabriel Narciso Escobar Ayala (de), vicaire du Chaco Paraguayo[13] ;
  - Lucio Alfert (de), vicaire du Pilcomayo[14].

En font également normalement partie :
- l’évêque du diocèse de Caazapá[15], créé fin 2021, qui n’a pas encore d’évêque titulaire ;
- l’évêque de Villarrica del Espíritu Santo[16], dont le siège est début 2022 vacant depuis la réaffectation de Adalberto Martínez Flores ;
- l’administrateur apostolique de l’ordinariat militaire du Paraguay, peut-être encore Adalberto Martínez Flores malgré sa nomination en archevêque.

En font également partie les ordinaires émérites (usuellement, d’anciens archevêques et évêques ayant passé 75 ans) :
- Eustaquio Pastor Cuquejo Verga, notamment archevêque émérite d’Asuncion ;
- Edmundo Valenzuela Mellid, archevêque émérite d’Asuncion ;[réf. nécessaire]
- Ignacio Gogorza Izaguirre (es), évêque émérite d’Encarnación ;
- Claudio Silvero Acosta (de), évêque auxiliaire[réf. nécessaire] émérite d’Encarnación ;
- Mario Melanio Medina Salinas (de), évêque émérite de San Juan Bautista de las Misiones ;
- Catalino Claudio Giménez Medina (de), évêque émérite de Caacupé ;
- Cándido Cárdenas Villalba (de), évêque émérite de Benjamín Aceval.

## Sanctuaires
La conférence épiscopale a désigné trois sanctuaires nationaux, :
- à Asuncion :
  - le sanctuaire Notre-Dame-du-Perpétuel-Secours[25], déclaré le 14 juin 1959[20] ;
  - le sanctuaire du Sacré-Cœur-de-Jésus[26], déclaré une première fois « sanctuaire national » le 25 octobre 1952[20], avant la publication de la définition officielle ;
- la cathédrale-basilique Notre-Dame-des-Miracles de Caacupé[27],[20].